# Ligat ha'Al 2017-2018
La Ligat ha'Al 2017-2018 è stata la 77ª edizione della massima divisione del campionato israeliano di calcio.
La stagione regolare è iniziata il 19 agosto 2017 ed è terminata il 12 marzo 2018. Il 17 marzo hanno preso il via sia i play-off che i play-out che si sono conclusi il 21 maggio 2018.
Il campionato è stato vinto dall'Hapoel Be'er Sheva, che ha riconfermato la vittoria per la terza volta consecutiva, la quinta in assoluto.

## Squadre partecipanti
| Club                | Città         | Stadio                 | Stagione precedente |
| ------------------- | ------------- | ---------------------- | ------------------- |
| Ashdod              | Ashdod        | Stadio Yud-Alef        | 9º posto            |
| Beitar Gerusalemme  | Gerusalemme   | Stadio Teddy Kollek    | 3º posto            |
| Bnei Sakhnin        | Sakhnin       | Stadio Doha            | 5º posto            |
| Bnei Yehuda         | Tel Aviv      | Stadio HaMoshava       | 11º posto           |
| Hapoel Akko         | Acri          | Acre Municipal Stadium | 2° in Liga Leumit   |
| Hapoel Ashkelon     | Ascalona      | Stadio Sala            | 12º posto           |
| Hapoel Be'er Sheva  | Be'er Sheva   | Stadio Turner          | Campione d'Israele  |
| Hapoel Haifa        | Haifa         | Stadio Sammy Ofer      | 8º posto            |
| Hapoel Ra'anana     | Ra'anana      | Stadio Netanya         | 10º posto           |
| Ironi K. Shmona     | Kiryat Shmona | Stadio Municipale      | 7º posto            |
| Maccabi Haifa       | Haifa         | Stadio Sammy Ofer      | 6º posto            |
| Maccabi Natanya     | Netanya       | Stadio Netanya         | 1° in Liga Leumit   |
| Maccabi Petah Tiqwa | Petah Tiqwa   | Stadio HaMoshava       | 4º posto            |
| Maccabi Tel Aviv    | Tel Aviv      | Stadio Netanya         | 2º posto            |

## Formula
Per la presente stagione, l'IFA ha confermato la stessa formula adottata a partire dal campionato 2013-2014.
Prendono parte alla massima serie 14 squadre, che si affrontano, dapprima, in un girone all'italiana di 26 giornate, tra andata e ritorno.
Al termine della stagione regolare, le sei squadre classificatesi dal primo al sesto posto partecipano ai play-off per il titolo e per la qualificazione alle Coppe europee; le otto squadre classificatesi dal settimo al quattordicesimo posto disputano, invece, i play-out per determinare le retrocessioni.
Tanto nei play-off quanto nei play-out, le squadre partono con gli stessi punti ottenuti durante la stagione regolare.
La squadra campione si qualificherà al secondo turno preliminare della UEFA Champions League 2018-2019. La seconda classificata si qualificherà al secondo turno preliminare di UEFA Europa League 2018-2019, mentre la terza sarà qualificata al primo turno preliminare della medesima rassegna. 
Poiché un posto (al secondo turno preliminare di Europa League) è previsto anche per la squadra vincitrice della Coppa di Stato 2017-2018, se detto trofeo sarà vinto da un club classificatosi al secondo o al terzo posto dei play-off (o, in caso di vittoria della Coppa di Stato da parte della squadra campione nazionale, se in tale posizione si classificherà la finalista), sarà qualificata al primo turno di Europa League anche la quarta classificata.
Saranno retrocesse le ultime due squadre classificatesi ai play-out, che verranno rimpiazzate dalle due squadre promosse dalla Liga Leumit.
I play-off si disputano in partite di andata e ritorno, per un totale di 10 giornate (dalla 27ª alla 36ª giornata). I play-out, invece, si disputano in partite di sola andata, per un totale di sette giornate (dalla 27ª alla 33ª).
Ciascuna squadra, pertanto, disputa complessivamente 36 o 33 partite, a seconda che partecipi ai play-off o ai play-out.

## Stagione regolare

### Classifica
|  | Pos. | Squadra             | Pt | G  | V  | N | P  | GF | GS | DR  |
|  | ---- | ------------------- | -- | -- | -- | - | -- | -- | -- | --- |
|  | 1.   | Hapoel Be'er Sheva  | 57 | 26 | 17 | 6 | 3  | 43 | 18 | +25 |
|  | 2.   | Beitar Gerusalemme  | 56 | 26 | 17 | 5 | 4  | 60 | 30 | +30 |
|  | 3.   | Maccabi Tel Aviv    | 55 | 26 | 16 | 7 | 3  | 44 | 20 | +24 |
|  | 4.   | Hapoel Haifa        | 52 | 26 | 15 | 7 | 4  | 36 | 21 | +15 |
|  | 5.   | Maccabi Natanya     | 45 | 26 | 12 | 9 | 5  | 43 | 29 | +14 |
|  | 6.   | Bnei Yehuda         | 40 | 26 | 11 | 7 | 8  | 32 | 26 | +6  |
|  | 7.   | Maccabi Petah Tiqwa | 33 | 26 | 9  | 6 | 11 | 30 | 35 | -5  |
|  | 8.   | Ironi K. Shmona     | 32 | 26 | 9  | 5 | 12 | 28 | 30 | -2  |
|  | 9.   | Bnei Sakhnin        | 30 | 26 | 8  | 6 | 12 | 24 | 35 | -11 |
|  | 10.  | Maccabi Haifa       | 25 | 26 | 6  | 7 | 13 | 26 | 33 | -7  |
|  | 11.  | Hapoel Ra'anana     | 24 | 26 | 6  | 6 | 14 | 23 | 40 | -17 |
|  | 12.  | Ashdod              | 21 | 26 | 4  | 9 | 13 | 22 | 39 | -17 |
|  | 13.  | Hapoel Ashkelon     | 17 | 26 | 3  | 8 | 15 | 18 | 42 | -24 |
|  | 14.  | Hapoel Akko (-2)    | 12 | 26 | 4  | 2 | 20 | 19 | 54 | -35 |

Legenda:

      Ammesse ai play-off
      Ammesse ai play-out
Classifica aggiornata al 12 marzo 2018
Note:
Hapoel Akko ha scontato 2 punti di penalizzazione.

### Risultati
|                    | Ash  | BeG  | BnS  | BnY  | HAk  | HAs  | HBS  | HHa  | HRa  | IKS  | MHa  | MNe  | MPT  | MTA  |
| ------------------ | ---- | ---- | ---- | ---- | ---- | ---- | ---- | ---- | ---- | ---- | ---- | ---- | ---- | ---- |
| Ashdod             | –––– | 1-3  | 1-2  | 1-1  | 3-2  | 1-1  | 1-3  | 1-1  | 0-1  | 0-2  | 0-0  | 0-3  | 1-2  | 0-0  |
| Beitar Gerusalemme | 4-1  | –––– | 4-2  | 2-0  | 3-0  | 2-0  | 2-2  | 3-3  | 3-2  | 1-1  | 3-1  | 4-1  | 1-0  | 1-2  |
| Bnei Sakhnin       | 0-0  | 3-2  | –––– | 2-2  | 2-1  | 2-1  | 1-3  | 0-1  | 2-1  | 1-2  | 1-0  | 0-0  | 0-2  | 0-1  |
| Bnei Yehuda        | 1-2  | 3-2  | 3-0  | –––– | 2-1  | 3-1  | 0-1  | 0-1  | 1-0  | 1-0  | 2-0  | 0-1  | 2-1  | 0-0  |
| Hapoel Akko        | 1-0  | 1-3  | 1-2  | 1-1  | –––– | 0-1  | 0-1  | 0-1  | 0-2  | 0-3  | 2-0  | 0-3  | 0-3  | 0-2  |
| Hapoel Ashkelon    | 1-2  | 1-3  | 0-2  | 1-1  | 2-1  | –––– | 0-1  | 0-0  | 0-1  | 0-0  | 0-0  | 1-1  | 1-3  | 2-2  |
| Hapoel Be'er Sheva | 2-0  | 1-1  | 2-0  | 0-0  | 3-1  | 1-0  | –––– | 1-1  | 3-1  | 3-1  | 2-0  | 1-1  | 3-0  | 2-1  |
| Hapoel Haifa       | 1-0  | 0-2  | 1-0  | 2-1  | 4-0  | 3-1  | 1-1  | –––– | 2-0  | 0-2  | 1-0  | 2-0  | 2-0  | 2-2  |
| Hapoel Ra'anana    | 2-1  | 0-2  | 1-1  | 1-1  | 0-1  | 0-3  | 1-3  | 1-1  | –––– | 0-0  | 0-3  | 0-3  | 0-0  | 0-1  |
| Ironi K. Shmona    | 1-2  | 1-1  | 0-0  | 2-1  | 4-0  | 1-0  | 0-1  | 0-1  | 0-2  | –––– | 1-0  | 1-2  | 3-1  | 1-2  |
| Maccabi Haifa      | 1-0  | 1-2  | 2-0  | 0-2  | 0-1  | 1-1  | 3-1  | 0-3  | 4-2  | 4-0  | –––– | 1-2  | 1-1  | 1-3  |
| Maccabi Netanya    | 2-2  | 2-1  | 1-1  | 1-2  | 2-2  | 2-0  | 1-0  | 2-0  | 2-2  | 3-1  | 1-1  | –––– | 4-0  | 2-3  |
| Macc. Petah Tiqwa  | 1-1  | 1-2  | 1-0  | 1-2  | 2-1  | 3-0  | 0-2  | 0-2  | 3-2  | 2-0  | 2-2  | 1-1  | –––– | 0-0  |
| Maccabi Tel Aviv   | 1-1  | 0-3  | 2-0  | 2-0  | 5-2  | 3-1  | 1-0  | 4-0  | 0-1  | 2-1  | 0-0  | 3-0  | 2-0  | –––– |

## Play-off

### Classifica finale
|                    | Pos. | Squadra            | Pt | G  | V  | N  | P  | GF | GS | DR  |
| ------------------ | ---- | ------------------ | -- | -- | -- | -- | -- | -- | -- | --- |
| Israele (bandiera) | 1.   | Hapoel Be'er Sheva | 80 | 36 | 24 | 8  | 4  | 70 | 27 | +43 |
|                    | 2.   | Maccabi Tel Aviv   | 71 | 36 | 21 | 8  | 7  | 60 | 33 | +27 |
|                    | 3.   | Beitar Gerusalemme | 68 | 36 | 20 | 8  | 8  | 75 | 51 | +24 |
|                    | 4.   | Hapoel Haifa       | 62 | 36 | 17 | 11 | 8  | 48 | 39 | +9  |
|                    | 5.   | Maccabi Natanya    | 58 | 36 | 16 | 10 | 10 | 59 | 54 | +5  |
|                    | 6.   | Bnei Yehuda        | 49 | 36 | 13 | 10 | 13 | 47 | 41 | +6  |

Legenda:
      Campione d'Israele e ammessa alla UEFA Champions League 2018-2019
      Ammesse alla UEFA Europa League 2018-2019
Note:
Tre punti a vittoria, uno a pareggio, zero a sconfitta.
Le squadre iniziano con gli stessi punti con cui hanno concluso la stagione regolare.

### Risultati
|                    | BeG  | BnY  | HBS  | HHa  | MNe  | MTA  |
| ------------------ | ---- | ---- | ---- | ---- | ---- | ---- |
| Beitar Gerusalemme | –––– | 1-1  | 1-4  | 1-1  | 2-0  | 3-2  |
| Bnei Yehuda        | 3-3  | –––– | 1-1  | 3-0  | 1-3  | 0-2  |
| Hapoel Be'er Sheva | 3-1  | 1-0  | –––– | 2-2  | 6-1  | 0-1  |
| Hapoel Haifa       | 0-1  | 2-1  | 1-4  | –––– | 1-1  | 2-2  |
| Maccabi Netanya    | 4-1  | 0-5  | 1-5  | 2-1  | –––– | 4-1  |
| Maccabi Tel Aviv   | 3-1  | 2-0  | 0-1  | 1-2  | 2-0  | –––– |

## Play-out

### Classifica finale
|  | Pos. | Squadra             | Pt | G  | V  | N  | P  | GF | GS | DR  |
|  | ---- | ------------------- | -- | -- | -- | -- | -- | -- | -- | --- |
|  | 7.   | Ironi K. Shmona     | 45 | 33 | 13 | 6  | 14 | 39 | 36 | +3  |
|  | 8.   | Maccabi Petah Tiqwa | 43 | 33 | 12 | 7  | 14 | 40 | 44 | -4  |
|  | 9.   | Hapoel Ra'anana     | 40 | 33 | 11 | 7  | 15 | 36 | 45 | -9  |
|  | 10.  | Maccabi Haifa       | 38 | 33 | 10 | 8  | 15 | 38 | 39 | -1  |
|  | 11.  | Bnei Sakhnin        | 38 | 33 | 10 | 8  | 15 | 32 | 47 | -15 |
|  | 12.  | Ashdod              | 28 | 33 | 6  | 10 | 17 | 29 | 48 | -19 |
|  | 13.  | Hapoel Ashkelon     | 21 | 33 | 4  | 9  | 20 | 22 | 54 | -32 |
|  | 14.  | Hapoel Akko (-2)    | 20 | 33 | 6  | 4  | 23 | 26 | 67 | -41 |

Legenda:
      Retrocesse in Liga Leumit 2018-2019
Note:
Tre punti a vittoria, uno a pareggio, zero a sconfitta.
Le squadre iniziano con gli stessi punti con cui hanno concluso la stagione regolare.

### Risultati
|                   | Ash  | BnS  | HAk   | HAs  | HRa  | IKS  | MHa  | MPT  |
| ----------------- | ---- | ---- | ----- | ---- | ---- | ---- | ---- | ---- |
| Ashdod            | –––– |      |       | 1-0  |      | 1-2  | 2-1  |      |
| Bnei Sakhnin      | 2-1  | –––– |       |      | 1-3  |      | 1-1  | 2-2  |
| Hapoel Akko       | 1-1  | 1-2  | ––––- |      |      |      |      | 2-1  |
| Hapoel Ashkelon   |      | 2-0  | 0-2   | –––– |      |      |      | 0-2  |
| Hapoel Ra'anana   | 1-0  |      | 1-1   | 4-0  | –––– |      |      |      |
| Ironi K. Shmona   |      | 2-0  | 4-0   | 1-1  | 0-1  | –––– |      |      |
| Maccabi Haifa     |      |      | 4-0   | 2-1  | 2-0  | 1-2  | –––– |      |
| Macc. Petah Tiqwa | 2-1  |      |       |      | 1-3  | 2-0  | 0-1  | –––– |

## Statistiche

### Classifica marcatori
| Gol |  |  | Giocatore         | Squadra                         |
| --- |  |  | ----------------- | ------------------------------- |
| 24  |  |  | Dia Saba          | Maccabi Netanya                 |
| 13  |  |  | Viðar Kjartansson | Maccabi Tel Aviv                |
| 12  |  |  | Eden Ben Basat    | Hapoel Haifa                    |
| 12  |  |  | Hanan Maman       | Hapoel Haifa/Hapoel Be'er Sheva |
| 12  |  |  | Alon Turgeman     | Hapoel Haifa                    |
| 11  |  |  | Ben Sahar         | Hapoel Be'er Sheva              |
| 10  |  |  | Nikita Rukavytsya | Maccabi Haifa                   |
| 10  |  |  | Tomáš Pekhart     | Hapoel Be'er Sheva              |
| 10  |  |  | Shimon Abuhatzira | Hapoel Ra'anana                 |
| 10  |  |  | Nick Blackman     | Maccabi Tel Aviv                |
| 10  |  |  | Anthony Nwakaeme  | Hapoel Be'er Sheva              |
| 10  |  |  | Lidor Cohen       | Maccabi Petah Tiqwa             |
| 10  |  |  | Omer Atzili       | Maccabi Tel Aviv                |
| 10  |  |  | Eran Levy         | Maccabi Netanya                 |
| 10  |  |  | Jordan Faucher    | Bnei Sakhnin                    |